# ویلیام مکیوئین
ویلیام مکیوئین (انگلیسی: William Macewen؛ ۲۲ ژوئن ۱۸۴۸ – ۲۲ مارس ۱۹۲۴) یک عصب‌پژوه و جراح اهل اسکاتلند بود. او در سال ۱۸۸۰ میلادی سیستم لوله‌گذاری تراشه را جایگزین نای‌بری (نای‌شِکافی) کرد. ویلیام مکیوئین همچنین از اعضای انجمن سلطنتی و از دارندگان لقب شوالیه بود. او در دانشگاه گلاسگو تحصیل کرده بود.